# Jorma Kääriäinen
Jorma Kääriäinen, född 29 april 1961 i Kajana, är en finländsk musiker som, förutom sina soloproduktioner, är känd som sångsolist i bandet Agents 1992–2006. Åren 2006–2013 var Kääriäinen ordinarie solist i Riku Niemi Orchestra.
Kääriäinen använde tidigare artistnamnet Freddie Falcon, men från 1992 och framåt har han uppträtt under sitt riktiga namn.